# Xã Felix, Quận Grundy, Illinois
Xã Felix (tiếng Anh: Felix Township) là một xã thuộc quận Grundy, tiểu bang Illinois, Hoa Kỳ. Năm 2010, dân số của xã này là 4.427 người.